# Sikorsky S-29

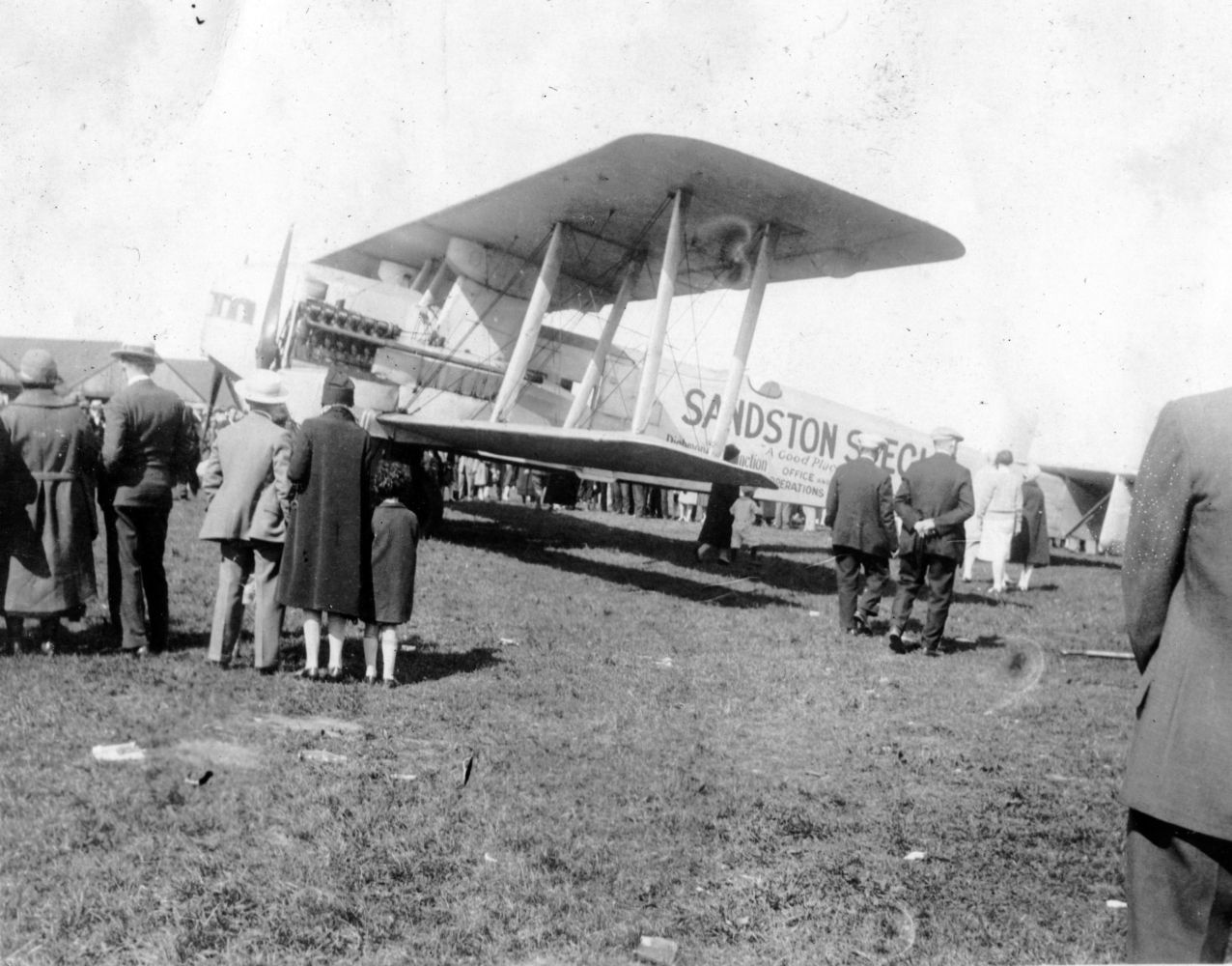
S29

De Sikorsky S-29 was een dubbeldekker met 2 Liberty-motoren, die elk 298 kW produceerden. Het toestel werd gebouwd door het toen nog prille en weinig bekende bedrijf van Igor Sikorsky en vloog voor het eerst in 1924. Het toestel kon 14 passagiers vervoeren. De passagiers zaten in een overdekte ruimte, maar de piloot en technicus zaten in een open cockpit.

## Geschiedenis
Tijdens de crisis van 1923 ging het slecht in het bedrijf van Igor Sikorsky, die in de VS vrijwel onbekend was. Om zijn bedrijf te redden, bouwde hij aan een nieuw vliegtuig, de S-29A, waarbij de "A" staat voor America. Het toestel moest een passagiersvliegtuig worden voor 14 tot 16 passagiers met gesloten romp en open cockpit. Omdat er bijna geen fondsen ter zijner beschikking stonden, moesten Igor en zijn medebouwers vuilstorten en ijzerhandelaars afgaan voor onderdelen, bovendien moesten ze ook nog het grootste deel van het werk met de hand doen.
Niettegenstaande al deze problemen geraakte het vliegtuig toch af. Het toestel was een dubbeldeks vliegtuig met twee motoren dat een maximumsnelheid van 207 km per uur kon bereiken. Het toestal was 15,19 meter lang en de spanwijdte bedroeg 21,04 meter. Hoewel het vliegtuig er veelbelovend uitzag, trok het veel minder klanten aan dan Sikorsky gedacht had, mede doordat de vliegtuigindustrie in de VS nog maar net aan het ontstaan was. Het meest frappante was dat het bedrijf voor het eerst winst maakte ($500) door het vervoeren van twee piano's voor Herbert Hoover, vele chartervluchten en demonstraties ten spijt.